# Błona śluzowa

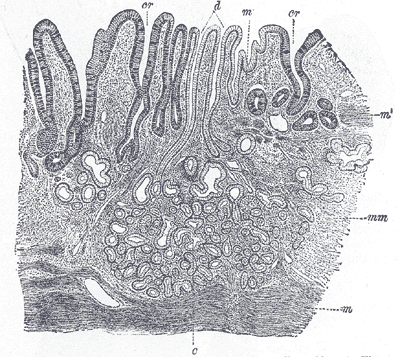
Błona śluzowa żołądka

Błona śluzowa, śluzówka (łac. tunica mucosa) – wilgotna i silnie unaczyniona wyściółka wewnętrznej części przewodów oraz jamistych mających kontakt ze środowiskiem zewnętrznym (przewód pokarmowy, układ oddechowy, układ moczowo-płciowy). Składa się z dwóch zasadniczych warstw: nabłonka i pokrytej przezeń tkanki łącznej zawierającej m.in. naczynia krwionośne i limfatyczne, nerwy, gruczoły, a czasami także mięśnie gładkie (niektóre odcinki dróg oddechowych).
Błony śluzowe mają przede wszystkim funkcje ochronne, ale także rozliczne, w zależności od umiejscowienia, zadania własne, jak wchłanianie substancji (w przewodzie pokarmowym) czy ich wydzielanie. Funkcje ochronne śluzówek nie wynikają jednak wyłącznie z ich fizycznej wytrzymałości, ale zależą także od odporności czynnej. Powszechna w śluzówkach jest tkanka limfatyczna określana jako MALT (ang. mucosa-associated lymphoid tissue).